# Labellorrhina quantula
Labellorrhina quantula är en tvåvingeart som beskrevs av Hippa, Mattsson och Pekka Vilkamaa 2005. Labellorrhina quantula ingår i släktet Labellorrhina och familjen Lygistorrhinidae.
Artens utbredningsområde är Brunei. Inga underarter finns listade i Catalogue of Life.